# 擒爱记
《擒爱记》（英語：Diaries of the Cheating Hearts），（又名：《擒爱记：回收女人心》），2012年6月21日在中国大陆上映的爱情片。

## 剧情
该片讲述嘉兰（莫小棋）和其好友沈巴黎（巩新亮）、何静婷（谭卓）、梅芸（冯丹滢）4个女人的爱情婚姻故事。

## 演员
| 演员   | 角色   | 备注                                                                                               |
| 莫小棋 | 嘉兰   | 芝加哥大学02届建筑系，已婚家庭主妇，丈夫是丁磊有一个儿子和女儿，遇到05届的学弟追求并且最终在一起。 |
| 巩新亮 | 沈巴黎 | 富豪沈亮的女儿，嘉兰的好友，和一个台湾男子相恋，但却在夜店喝醉酒和其他男子发生了一夜情。           |
| 冯丹滢 | 梅芸   | 和一个有女儿的父亲王全明在一起，职业是瑜伽教练。                                                   |
| 谭卓   | 何静婷 | 未婚妈妈，后来和邓旭在一起。                                                                       |
| 王钧赫 | 丁磊   | 妻子是嘉兰，情人是邱美君，公司白领，冷酷无情、唯利是图的伪君子。                                   |
| 杨金成 | 邓旭   | 蛋糕师，和何静婷在一起。                                                                           |
| 刘恩佑 |        | 芝加哥大学05届建筑系，在学校的时候爱上嘉兰，后来和嘉兰在一起。                                     |
| 曾祥程 | 吴志浩 | 台湾人，情人是沈巴黎在一起。                                                                       |
| 杜十五 | 邱美君 | 丁磊公司的营销顾问，也是他的情人，父亲是一家公司的老总。                                           |
| 张萱妍 | 小鹿   | 王全明的前妻和他生的女儿，故意放避孕套和用父亲的QQ聊天，找男人去强奸梅芸，陷害梅芸。               |
| 周大庆 | 王全明 | 情人梅芸，后来两人在一起。                                                                         |
| 纪姿含 | 多多   | 何静婷的女儿，是她在政法大学读书时和男友所生。                                                     |
| 顧又銘 | 雇傭男 | |

## 制作
该片中的“出轨、一夜情、未婚先孕、老少恋、床戏”等话题引发观众的担忧，认为会误导青少年观众，灌输不良情爱观。
该片的导演韩承桓来自大韩民国。
在电影的发布会上，莫小棋说自己从来没有“被出轨”。
巩新亮首都出演“床戏”。
杨金成被誉为“氧气男生”。